# Len Blum
Leonard Solomon „Len“ Blum (* 29. Dezember 1951 in Montreal, Québec, Kanada) ist ein kanadischer Drehbuchautor, Musiker, Yogalehrer, und Kolumnist, der mehrere Filme für Ivan Reitman schrieb.

## Leben
Leonard Solomon Blum wuchs sowohl in Toronto als auch in Montreal auf. Er besuchte die Westdale Secondary School in Hamilton, wo er nicht nur Klassenkamerad von Daniel Goldberg war, sondern auch seiner Musik nachging und neben mehreren Schülerrockbands auch bei den The Brass Union spielte. Ab 1972 studierte er an der McMaster University, wo er 1975 mit einem Bachelor in Sozialwissenschaften graduierte. Bereits während des Studiums arbeitete er als Plattenproduzent, Aufnahmetechniker, Gitarrist und war in mehreren Bands aktiv. Nebenbei schrieb er noch mehrere Songs, produzierte Musikspots und schrieb mit Midnight Opera (1977) und After The Opera (1978) zwei Theaterstücke.
Dies führte dazu, dass Ivan Reitman, den er bereits während des gemeinsamen Studiums an der McMaster kennengelernt hatte, auf ihm aufmerksam wurde und bat, mit Babyspeck und Fleischklösschen sein erstes Drehbuch für ihn zu schreiben. Und nachdem sich herausstellte, wie erfolgreich seine Zusammenarbeit war, zog er mit Goldberg von 1983 bis 1986 nach Los Angeles, wo er weitere Filme wie Heavy Metal, Ich glaub mich knutscht ein Elch und FBI Academy schrieb. Anschließend zog er wieder zurück nach Kanada und wort dort, mit einem kurzen Zwischenstopp in Los Angeles zwischen 1991 und 1993 wieder.
Nach seiner Tätigkeit als Kolumnist bei der The National Post ist Blum seit 2003 ausgebildeter und unterrichtender Yogalehrer, der seit 2005 sein eigenes Yogastudio in Montreal betreibt.
Blum ist seit 1970 mit seiner Highschool-Liebe Heather Munroe-Blum verheiratet. Beide studierten zusammen an der McMaster, wo Heather die erste weibliche Principle und Vizekanzlerin wurde. Außerdem ist Len Blum der ältere Bruder des Schauspielers und Drehbuchautors Jack Blum.

## Filmografie (Auswahl)
- 1979: Babyspeck und Fleischklösschen (Meatballs)
- 1981: Heavy Metal
- 1981: Ich glaub mich knutscht ein Elch (Stripes)
- 1983: Spacehunter – Jäger im All (Spacehunter: Adventures in the Forbidden Zone)
- 1988: FBI Academy (Feds)
- 1993: Eine Familie namens Beethoven (Beethoven's 2nd)
- 1997: Private Parts
- 2006: Ab durch die Hecke (Over the Hedge)
- 2006: Der rosarote Panther (The Pink Panther)

## Theaterstücke
- 1977: Midnight Opera
- 1978: After The Opera

## Auszeichnung (Auswahl)
Genie Award
- 1980: Auszeichnung für das Beste Originaldrehbuch von Babyspeck und Fleischklösschen